# Егоров, Николай Григорьевич (физик)
Николай Григорьевич Егоров (7 [19] сентября 1849, Санкт-Петербург — 22 июля 1919, Петроград) — русский физик и педагог.

## Биография
Николай Егоров родился 7 (19) сентября 1849 года в городе Санкт-Петербурге.
В 1884—1900 — профессор физики в военно-медицинской академии, помощник управляющего главной палаты мер и весов, с 1907 до своей смерти в 1919 году — её управляющий.
В апреле и мае 1889 года выступил со своими первыми демонстрациями опытов Г. Герца. Затем повторил их на VIII съезде русских естествоиспытателей и врачей в январе 1890 года.
В 1906 году при учреждении премии имени А. С. Попова был включён в комиссию по присуждению премии наряду с такими видными учёными как П. Д. Войнаровский (председатель), П. С. Осадчий, М. А. Шателен, А. А. Реммерт, Н. А. Смирнов, А. А. Петровский, А. А. Кракау и др.
В 1908 году включён в состав комиссии, избранной физическим отделом Русского физико-химического общества (РФХО) по вопросу о научном значении работ А. С. Попова. В ноябре 1908 года представил (совместно с председателем комиссии О. Д. Хвольсоном) доклад «Участие А. С. Попова в возникновении беспроволочной телеграфии» на заседании РФХО.
В 1909—1913 годах по его инициативе были изготовлены национальные эталоны электрических единиц и заложены основы радиотелеграфной, оптической, радиологической и магнитной лабораторий. Впоследствии участвовал в разработке различных нормативных документов для устройства поверки мер и измерительных приборов, содействовал расширению номенклатуры поверяемых приборов в стране (электрических счетчиков, водомеров и др.).
После октябрьского переворота 1917 года возглавил работу по подготовке проекта декрета о введении в России Международной метрической системы мер и весов, который был утверждён СНК РСФСР 14 сентября 1918 года. Как председатель Межведомственной метрической комиссии всемерно способствовал проведению в жизнь метрической реформы в СССР.
С 1901 по 1919 годы являлся членом Международного комитета мер и весов, принимал активное участие в работе Лондонской Международной конференции по электрическим единицам и эталонам (1908).
Автор более 50 научных трудов, в том числе учебника физики для студентов-медиков.
Николай Григорьевич Егоров умер 22 июля 1919 года в Петрограде.